# Red Line Agreement

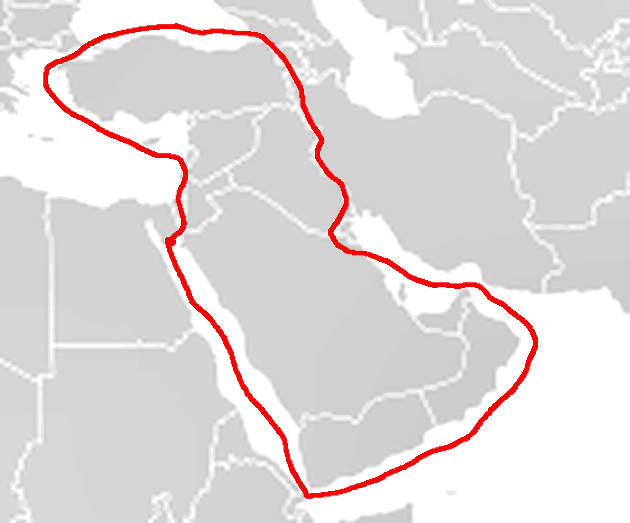
Die von der Red Line umrissenen Gebiete des Osmanischen Reichs

Red Line Agreement ist der Name eines Abkommens, das die Partner der Turkish Petroleum Company (TPC) (ab 1929 Iraq Petroleum Company) am 31. Juli 1928 im belgischen Ostende schlossen. Ziel war die Bildung eines Kartells zur gemeinsamen Erdölgewinnung.
Nachdem das Osmanische Reich den Ersten Weltkrieg verloren hatte, setzten sich die Partner über das „Erbe“ des Osmanischen Reichs auseinander.
Es wird behauptet, Mr. Five Percent Calouste Gulbenkian hätte eine Landkarte ausgebreitet und mit einem roten Stift die Grenze des Osmanischen Reichs von 1914 eingezeichnet. Sie umfasste die heutige Türkei, Syrien, Jordanien, Irak, Saudi-Arabien und Oman; Kuwait war ausgespart.
Man einigte sich im Red Line Agreement darauf, dass die unterzeichnenden Gesellschaften innerhalb dieses Gebietes nur gemeinsam auf Ölsuche und -förderung gehen konnten; ein alleiniges Agieren sollte nicht möglich sein.  